# Municipio de Willowbank
El municipio de Willowbank (en inglés: Willowbank Township) es un municipio ubicado en el condado de LaMoure en el estado estadounidense de Dakota del Norte. En el año 2010 tenía una población de 135 habitantes y una densidad poblacional de 1,44 personas por km².

## Geografía
El municipio de Willowbank se encuentra ubicado en las coordenadas 46°19′56″N 98°35′25″O / 46.33222, -98.59028. Según la Oficina del Censo de los Estados Unidos, el municipio tiene una superficie total de 93.54 km², de la cual 93,47 km² corresponden a tierra firme y (0,08 %) 0,08 km² es agua.

## Demografía
Según el censo de 2010, había 135 personas residiendo en el municipio de Willowbank. La densidad de población era de 1,44 hab./km². De los 135 habitantes, el municipio de Willowbank estaba compuesto por el 100 % blancos. Del total de la población el 0 % eran hispanos o latinos de cualquier raza.